# James William Denver

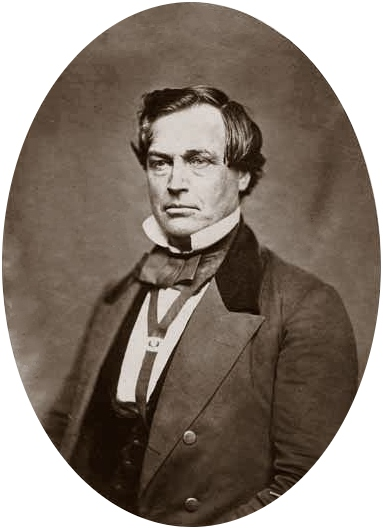
James William Denver, ca. 1856

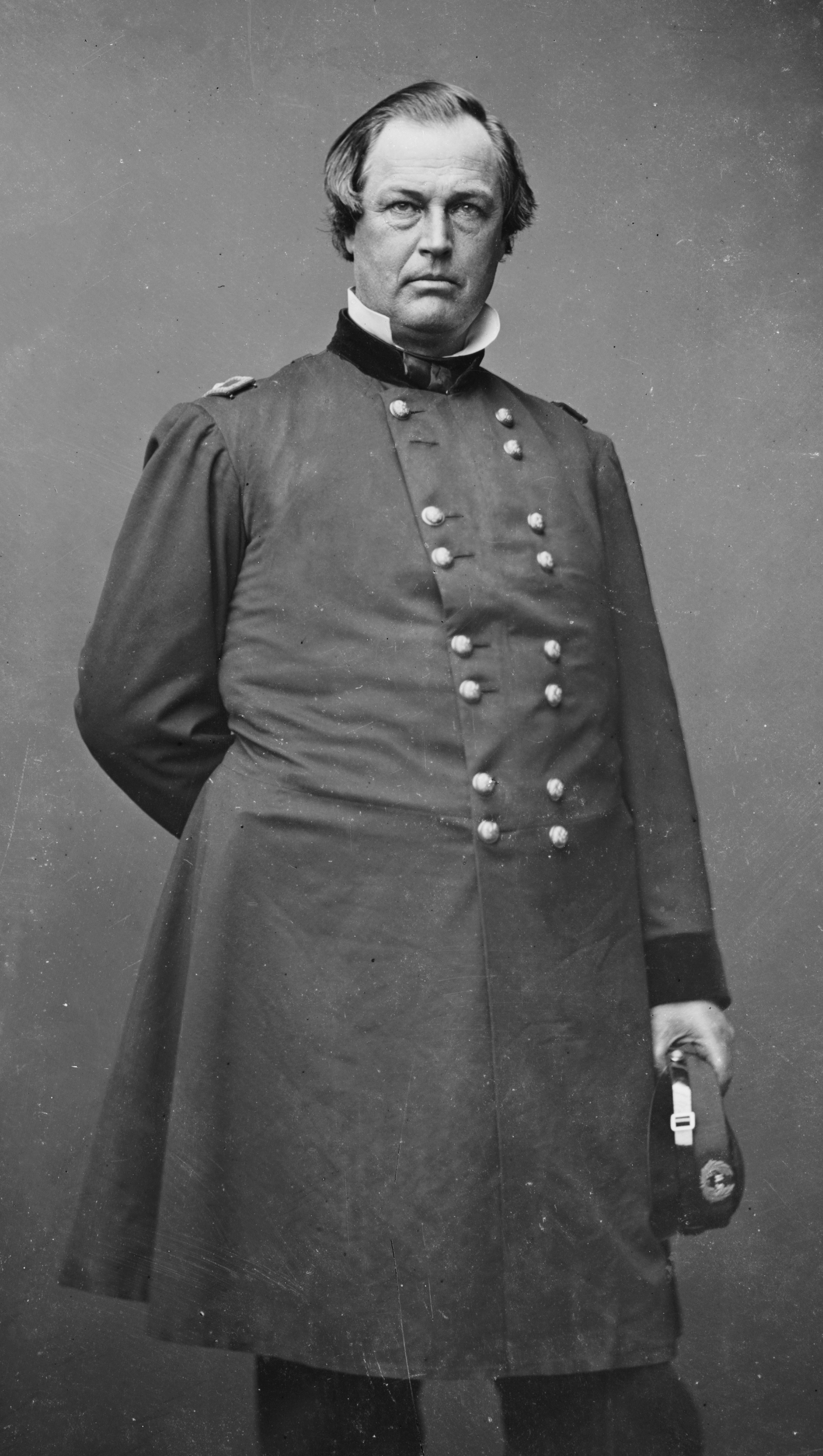
Denver als General im Bürgerkrieg

James William Denver (* 23. Oktober 1817 in Winchester, Virginia; † 9. August 1892 in Washington, D.C.) war ein US-amerikanischer Offizier und Politiker. Er war von 1857 bis 1858 Gouverneur des Kansas-Territoriums.

## Frühe Jahre und politischer Aufstieg
James Denver wuchs auf einer Farm in Virginia auf und besuchte dort auch die örtlichen Schulen. Im Jahr 1830 zog er mit seinen Eltern nach Wilmington in Ohio. Dort studierte er Ingenieurwissenschaft. Im Jahr 1841 verdiente er sein Geld als Lehrer in Missouri. Anschließend studierte er an der University of Cincinnati Jura. Nach seinem Examen und der Zulassung als Anwalt praktizierte er zunächst in Xenia (Ohio) und dann nach einem 1845 erfolgten Umzug in Platte City (Missouri). Im Krieg mit Mexiko (1846–1848) diente er als Captain unter General Winfield Scott.
Nach dem Krieg kehrte er zunächst nach Missouri zu seiner Anwaltspraxis zurück. Im Jahr 1850 folgte er als Händler dem allgemeinen Ruf des Goldes nach Kalifornien. Dort wurde er 1851 in den Staatssenat gewählt. Im Jahr 1852 kam es zu einem Duell mit dem Journalisten und vormaligen Kongressabgeordneten Edward Gilbert, der dabei von Denver erschossen wurde. Grund für dieses Duell waren politische Differenzen. Im Jahr 1853 wurde Denver zum Secretary of State von Kalifornien unter Gouverneur John Bigler gewählt. Zwischen dem 4. März 1855 und dem 3. März 1857 vertrat er Kalifornien als Demokrat im US-Repräsentantenhaus in Washington.

## Gouverneur des Kansas-Territoriums
Im April 1857 berief ihn Präsident James Buchanan zum Indianerbeauftragten der Bundesregierung. Nur wenig später änderte der Präsident seine Meinung und ernannte Denver zunächst zum Staatssekretär und dann ab Dezember 1857 zum Gouverneur des Kansas-Territoriums. Dort wurde er sofort in den Streit zwischen den Anhängern und den Gegnern der Sklaverei verwickelt. Zwischen den Gruppen war es in den letzten Jahren immer wieder zu gewalttätigen Ausschreitungen gekommen. Daran konnte auch Denver nichts ändern. Damals wurde eine Pro-Sklaverei-Verfassung verabschiedet und per Volksentscheid in Kraft gesetzt. Später stellte sich heraus, dass das Ergebnis der Abstimmung durch Wahlbetrug zu Stande gekommen war. Daher wurde die Verfassung 1858 wieder außer Kraft gesetzt. Damals wurde im Westen des Kansas-Territoriums die Stadt Denver gegründet, die nach dem Gouverneur benannt wurde und später die Hauptstadt des neuen Staates Colorado werden sollte. Im Oktober 1858 trat Denver von seinem Amt zurück.

## Bürgerkriegsaktivitäten
Nach dem Ende seiner Zeit in Kansas war Denver bis 1859 wieder Indianerbeauftragter der Bundesregierung. Danach war er wieder als Anwalt tätig. Wenige Monate nach Beginn des Bürgerkrieges wurde James Denver von Präsident Abraham Lincoln zum Brigadegeneral ernannt. Er diente zeitweise unter dem Kommando von General William T. Sherman. Seit November 1861 war er Oberbefehlshaber aller in Kansas stationierten Unionstruppen. Er blieb bis zum März 1863 auf diesem Posten; dann schied er freiwillig aus der Armee aus.

## Weiterer Lebenslauf
Nach dem Militärdienst war Denver wieder als Anwalt, zunächst in Washington und später in Wilmington tätig. In den Jahren 1876, 1880 und 1884 war er Delegierter zu den jeweiligen Democratic National Conventions. Zeitweise war er als Präsidentschaftskandidat im Gespräch. Im Jahr 1870 kandidierte er erfolglos für den US-Senat. James Denver starb am 9. August 1892 in Washington. Er war der Vater des Kongressabgeordneten Matthew Denver (1870–1954) aus Ohio.